# Немиє-Склоди
Немиє-Склоди (пол. Niemyje-Skłody) — село в Польщі, у гміні Рудка Більського повіту Підляського воєводства.
У 1975-1998 роках село належало до Білостоцького воєводства.